# Rhysida marginata
Rhysida marginata är en mångfotingart som beskrevs av Carl Graf Attems 1953. Rhysida marginata ingår i släktet Rhysida och familjen Scolopendridae.
Artens utbredningsområde är Vietnam. Inga underarter finns listade i Catalogue of Life.